# Will You Remember
《Will You Remember》是歌手李玖哲的第六張國語專輯，於2017年12月15日發行。隔年李玖哲憑此專輯於第29屆金曲獎入圍最佳國語男歌手獎。

## 歷史
本專輯為李玖哲繼《好玖》（2010）後發行的首張華語專輯。
李玖哲回到華語市場後，經過一整年漫長製作期，李玖哲使用假名「Neil Keyz」在Youtube上傳第一首新歌〈Stay〉，後續的發行的〈Will You Remember Me〉更在Youtube突破兩千萬播放次數。

## 專輯曲目
1. 〈Stay〉[1]
  - 作詞：Enik Lin　作曲：Enik Lin、李玖哲
2. 〈牢〉
  - 作詞：林燕岑　作曲：李玖哲、黃韻仁
3. 〈負能量〉
  - 作詞：崔惟楷　作曲：Jae Chong、李玖哲
4. 〈Will You Remember Me〉
  - 作詞：林燕岑、黃韻仁　作曲：黃韻仁
5. 〈Let Go〉
  - 作詞：崔惟楷、Enik Lin、李玖哲　作曲：Enik Lin、李玖哲
6. 〈大男人主義〉
  - 作詞：小寒　作曲：黃韻仁、施勤
7. 〈脫單〉
  - 作詞：崔惟楷　作曲：Jae Chong、李玖哲
8. 〈我很假〉
  - 作詞：林燕岑　作曲：Enik Lin、李玖哲
9. 〈回不去了〉
  - 作詞：崔惟楷　作曲：Jae Chong、李玖哲
10. 〈一個人不等於寂寞〉
  - 作詞：黃煒皓　作曲：黃韻仁、李玖哲